# (5461) Autumn
(5461) Autumn est un astéroïde de la ceinture principale.

## Description
(5461) Autumn est un astéroïde de la ceinture principale. Il fut découvert le 18 avril 1983 à la station Anderson Mesa par Norman G. Thomas. Il présente une orbite caractérisée par un demi-grand axe de 3,15 UA, une excentricité de 0,15 et une inclinaison de 12,9° par rapport à l'écliptique.

## Compléments